# Назимовская волость

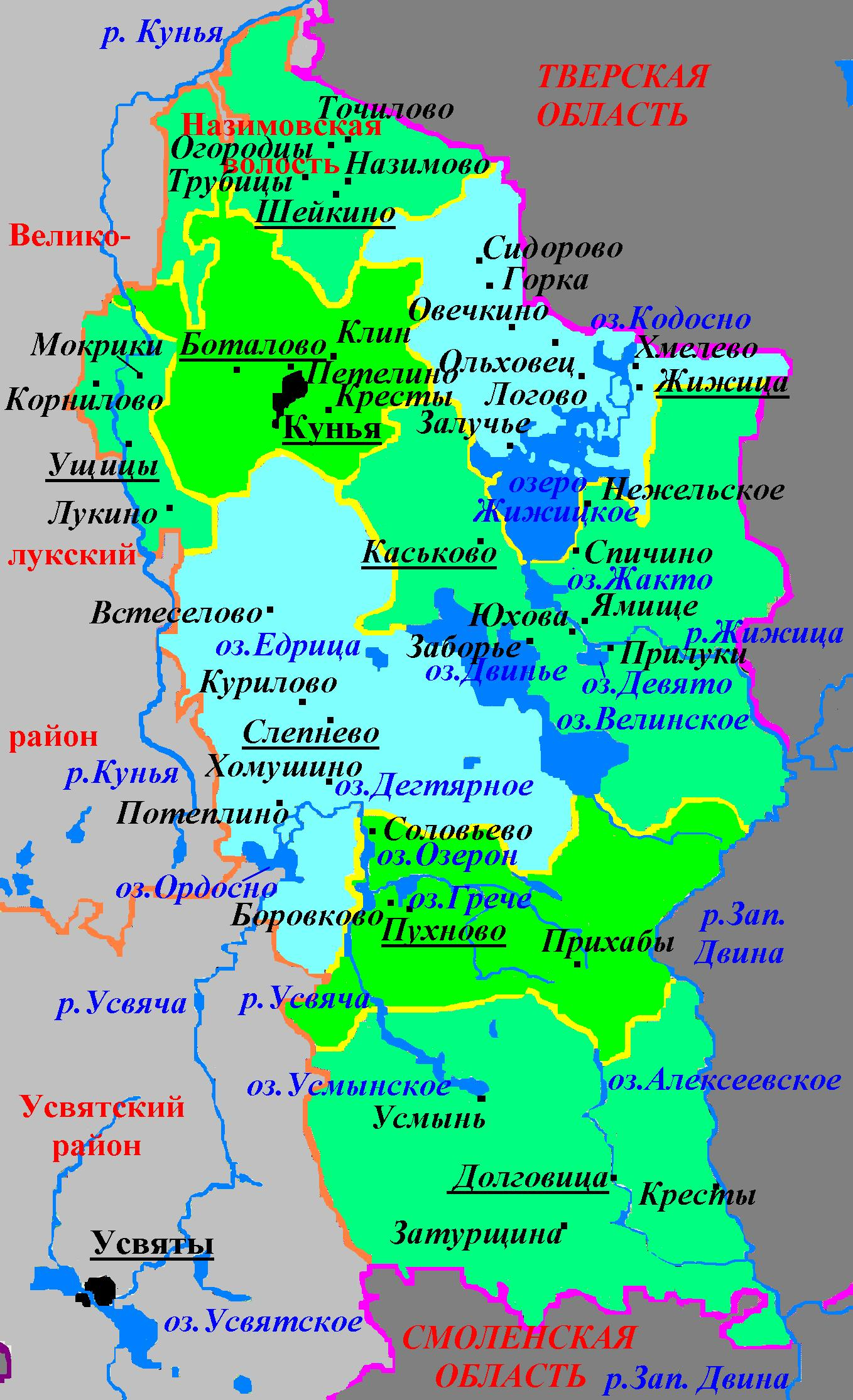
Административное деление Куньинского района в 2005—2015 гг.

Назимовская волость — упразднённая административно-территориальная единица 3-го уровня и бывшее муниципальное образование со статусом сельского поселения в Куньинском районе Псковской области России.
Административный центр — деревня Шейкино.

## География
Территория волости граничила на юге с Боталовской и Жижицкой волостями Куньинского района Псковской области, на западе — с Великолукским районом Псковской области, на востоке — с Тверской области.

## Население
| 2002 | 2010 | 2012 | 2013 | 2014 | 2015 |
| ---- | ---- | ---- | ---- | ---- | ---- |
| 860  | ↘662 | ↘634 | ↘611 | ↗616 | ↘584 |

## Населённые пункты
В состав Назимовской волости входило 15 деревень (в том числе 8 ж/д. будок): Шейкино (в том числе ж/д будка 278 км, ж/д будка 280 км), Бубново, Голубово, Горка (в том числе ж/д казарма 285 км, ж/д будка 284 км), Гуляево, Качнево, Крюки, Лесни, Назимово (в том числе ж/д будка 276 км), Нивы, Огородцы, Сопки (в том числе ж/д будка 282 км), Степанцево (в том числе ж/д будка 273 км), Точилово, Трубицы (в том числе ж/д казарма 281 км).

## История
Постановлением Псковского областного Собрания депутатов от 26 января 1995 года все сельсоветы в Псковской области были переименованы в волости, в том числе Назимовский сельсовет был превращён в Назимовскую волость.
Законом Псковской области от 28 февраля 2005 года в границах волости было также создано муниципальное образование Назимовская волость со статусом сельского поселения с 1 января 2006 года в составе муниципального образования Куньинский район со статусом муниципального района.
Законом Псковской области от 30 марта 2015 года Назимовская волость была упразднена и вместе с Боталовской, Ушицкой, Слепнёвской эти территории 11 апреля 2015 года были объединены во вновь образованную Куньинскую волость.